# 215 Oenone
215 Oenone este un asteroid din centura principală, descoperit pe 7 aprilie 1880, de Viktor Knorre.